# Satyrus cadesia
Satyrus cadesia är en fjärilsart som beskrevs av Moore 1874. Satyrus cadesia ingår i släktet Satyrus och familjen praktfjärilar. Inga underarter finns listade.